# Lidiya Loginova
Lidiya Ivanovna Loginova (em russo:  Лидия Ивановна Логинова; Cazã, 27 de fevereiro de 1951) é uma ex-jogadora de voleibol da Rússia que competiu pela União Soviética nos Jogos Olímpicos de 1980.
Em 1980, ela fez parte da equipe soviética que conquistou a medalha de ouro no torneio olímpico, no qual atuou em cinco partidas.